# Tarumã
Tarumã es una ciudad brasileña ubicada en el estado de São Paulo. Fundada en octubre de 1927 y situada en la latitud 22 º 44'48 "sur y longitud 50 º 34'38" oeste, se encuentra a una altitud de 509 pies. En 2010 su población ascendía a 12.873 habitantes. Su economía se basa principalmente en la agricultura.
La distancia por carretera a la capital del estado es de 460 km.

## Toponimia
En el vocabulario tupí-guaraní, la palabra designa a un árbol silvestre que tiene de 3 a 10 metros de altura y que abundaba en la zona.

## Historia
Tarumã, inicialmente llamado Vila Lex, se formó a partir de un pueblo fundado por Gilberto Lex. 
El pueblo fue elevado a distrito de la Paz en 1927 y el municipio en 1993. El primer alcalde del municipio fue Oscar Gozzi, como vice Waldemar Schwarz, perteneciente a una de las primeras familias que se trasladan a la región y marca líder en el proceso de emancipación de la ciudad de Tarumã.
El himno oficial de la ciudad fue escrito por Maria Alice Fernandes, ciudadana tarumãense, en 1996.

## Geografía
Situado en la latitud 22 º 44'48 "sur y longitud 50 º 34'38" oeste, con una altitud de 509 pies, la ciudad se encuentra situada en el Valle del Río Paranapanema.

### Clima
El clima en Tarumã es caliente y húmedo, de características subtropicales, con inviernos suaves y veranos calurosos.
| Parámetros climáticos promedio de Tarumã | Parámetros climáticos promedio de Tarumã | Parámetros climáticos promedio de Tarumã | Parámetros climáticos promedio de Tarumã | Parámetros climáticos promedio de Tarumã | Parámetros climáticos promedio de Tarumã | Parámetros climáticos promedio de Tarumã | Parámetros climáticos promedio de Tarumã | Parámetros climáticos promedio de Tarumã | Parámetros climáticos promedio de Tarumã | Parámetros climáticos promedio de Tarumã | Parámetros climáticos promedio de Tarumã | Parámetros climáticos promedio de Tarumã | Parámetros climáticos promedio de Tarumã |
| Mes                                      | Ene                                      | Feb                                      | Mar                                      | Abr                                      | May                                      | Jun                                      | Jul                                      | Ago                                      | Sep                                      | Oct                                      | Nov                                      | Dic                                      | Año                                      |
| ---------------------------------------- | ---------------------------------------- | ---------------------------------------- | ---------------------------------------- | ---------------------------------------- | ---------------------------------------- | ---------------------------------------- | ---------------------------------------- | ---------------------------------------- | ---------------------------------------- | ---------------------------------------- | ---------------------------------------- | ---------------------------------------- | ---------------------------------------- |
| Temperatura máxima media °C              | 32                                       | 31                                       | 32                                       | 31                                       | 27                                       | 26                                       | 26                                       | 29                                       | 29                                       | 31                                       | 32                                       | 32                                       | 30                                       |
| Temperatura media °C                     | 26                                       | 26                                       | 26                                       | 24                                       | 20                                       | 19                                       | 19                                       | 20                                       | 22                                       | 24                                       | 25                                       | 26                                       | 23                                       |
| Temperatura mínima media °C              | 20                                       | 20                                       | 19                                       | 17                                       | 13                                       | 11                                       | 11                                       | 12                                       | 14                                       | 17                                       | 18                                       | 20                                       | 16                                       |
| Precipitaciones mm                       | 221.8                                    | 201.1                                    | 135.3                                    | 86.5                                     | 98.0                                     | 71.6                                     | 47.0                                     | 42.4                                     | 85.8                                     | 119.9                                    | 130.8                                    | 190.2                                    | 1430.4                                   |

### Límites
NorteAssis
SurFlorínea
EsteCândido Mota
OesteMaracaí e Cruzália

## Demografía
Los datos de la estimación de la población del IBGE en 2010 declaró que el municipio cuenta con 12.873 habitantes.
Los Datos del Censo - 2000
Población total: 10.743 hab.
- Urbana: 89.79%
- Rural: 10.21%

Índice de Desarrollo Humano (IDH-M): 0,775
- IDH-M Ingreso: 0.687
- IDH-M Longevidad: 0.759
- IDH-M Educación: 0.878

### Etnias
El censo de 2000 del IBGE tiene la siguiente composición etnográfica en el municipio de Tarumã:
| Color/Raza      | Porcentaje |
| --------------- | ---------- |
| Branca          | 77,9%      |
| Negra           | 3%         |
| Parda           | 18,7%      |
| Amarilla        | 0,1%       |
| Sin Declaración | 0,3%       |

Fuente: Censo 2000 – IBGE

### Religión
En la ciudad de Tarumã existe una amplia libertad de cultos. La mayoría de las religiones en la ciudad son de denominación cristiana, siendo de entre todas ellas, la Iglesia católica. Poco después, en número, la Iglesia Evangélica. A continuación se presenta la tabla con las principales denominaciones religiosas que se encuentran en Tarumã, según el censo 2000 del IBGE:
| Religión         | Porcentaje |
| Católicos        | 74,9%      |
| Evangélicos      | 21%        |
| Ninguna Religión | 4%         |
| Espíritas        | 0,1%       |

Fuente: IBGE 2000.
El Cristianismo está presente en la ciudad de la siguiente manera:

#### Iglesia Católica
La iglesia católica del municipio forma parte de la diócesis de Assis.

#### Iglesia Protestante
En la ciudad están presentes las más diversas creencias evangélicas, principalmente pentecostales, incluidas las Asambleas de Dios de Brasil (la iglesia evangélica más grande del país), Congregación Cristiana, entre otras. Estas denominaciones están creciendo cada vez más en todo Brasil.

## Subdivisión
La ciudad tiene alrededor de 22 barrios divididos en zonas urbanas y rurales de la ciudad.
| Barrio               | Área        |
| -------------------- | ----------- |
| Centro               | Área Urbana |
| Jardim das Árvores   | Área Urbana |
| Parque Industrial    | Área Urbana |
| Residencial Dourados | Área Urbana |
| Vila Água Bonita     | Área Urbana |
| Vila Brasil          | Área Urbana |
| Vila Cristal         | Área Urbana |
| Vila das Árvores     | Área Urbana |
| Vila das Nações      | Área Urbana |
| Vila do Lago         | Área Urbana |
| Vila dos Estados     | Área Urbana |
| Vila dos Pássaros    | Área Urbana |
| Vila Dourados        | Área Urbana |
| Água Aguinha         | Área Rural  |
| Água Bonita          | Área Rural  |
| Água da Aldeia       | Área Rural  |
| Água da Figueira     | Área Rural  |
| Água da Onça         | Área Rural  |
| Água da Palmeira     | Área Rural  |
| Água do Dourado      | Área Rural  |
| Água Santo Antônio   | Área Rural  |
| Água Tarumã          | Área Rural  |

## Economía

### Agricultura

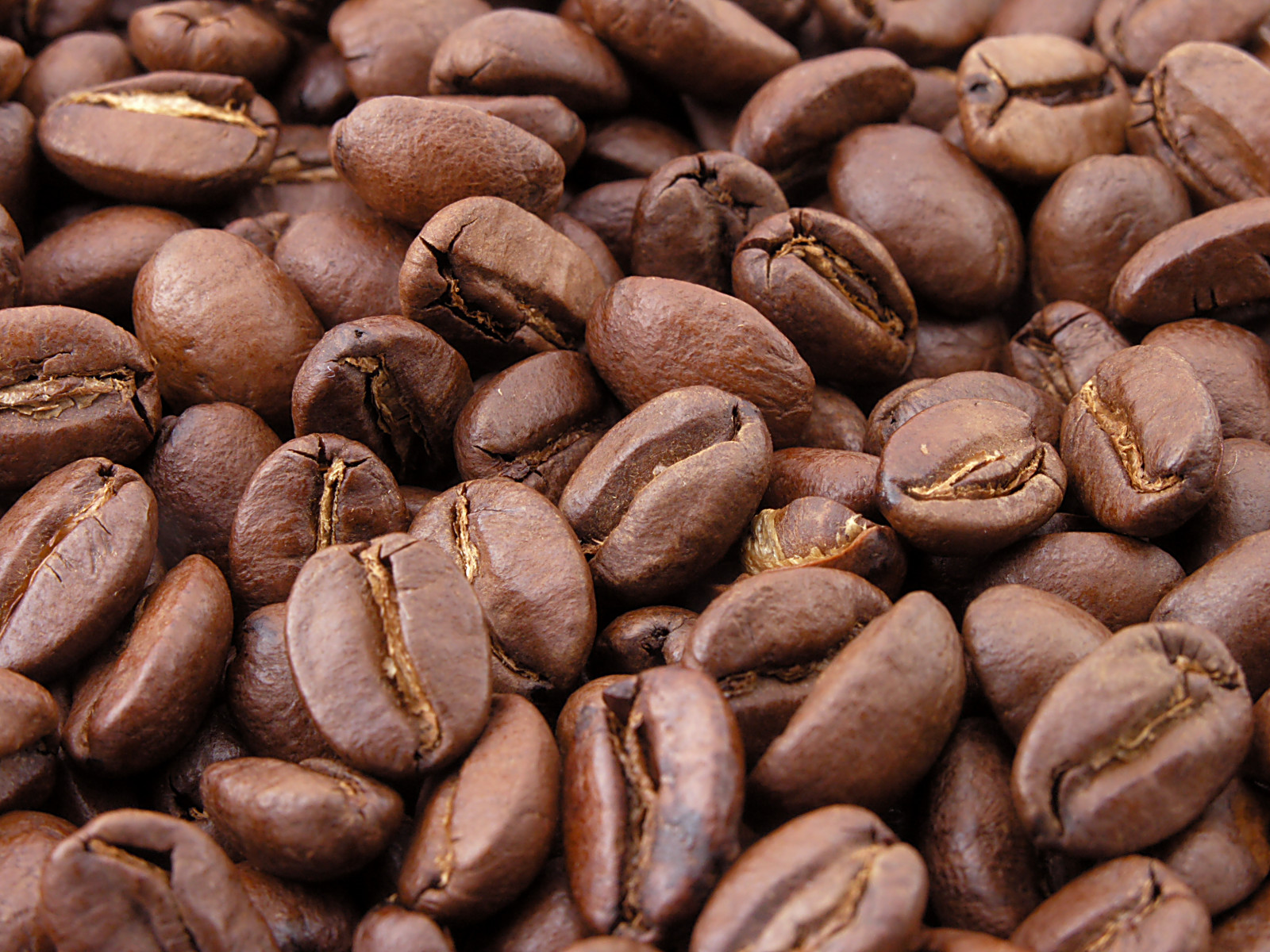
Café

El desarrollo histórico de Tarumã se centra en la agricultura. La fertilidad del suelo (tierra roja), le dio prominencia a la municipalidad en la producción de café durante gran parte del siglo XX. Con la llegada de los molinos de caña de azúcar y la instalación de este segmento, sus tierras fueron tomadas por los campos de caña de azúcar que ahora representan la mayor parte de la producción agrícola.

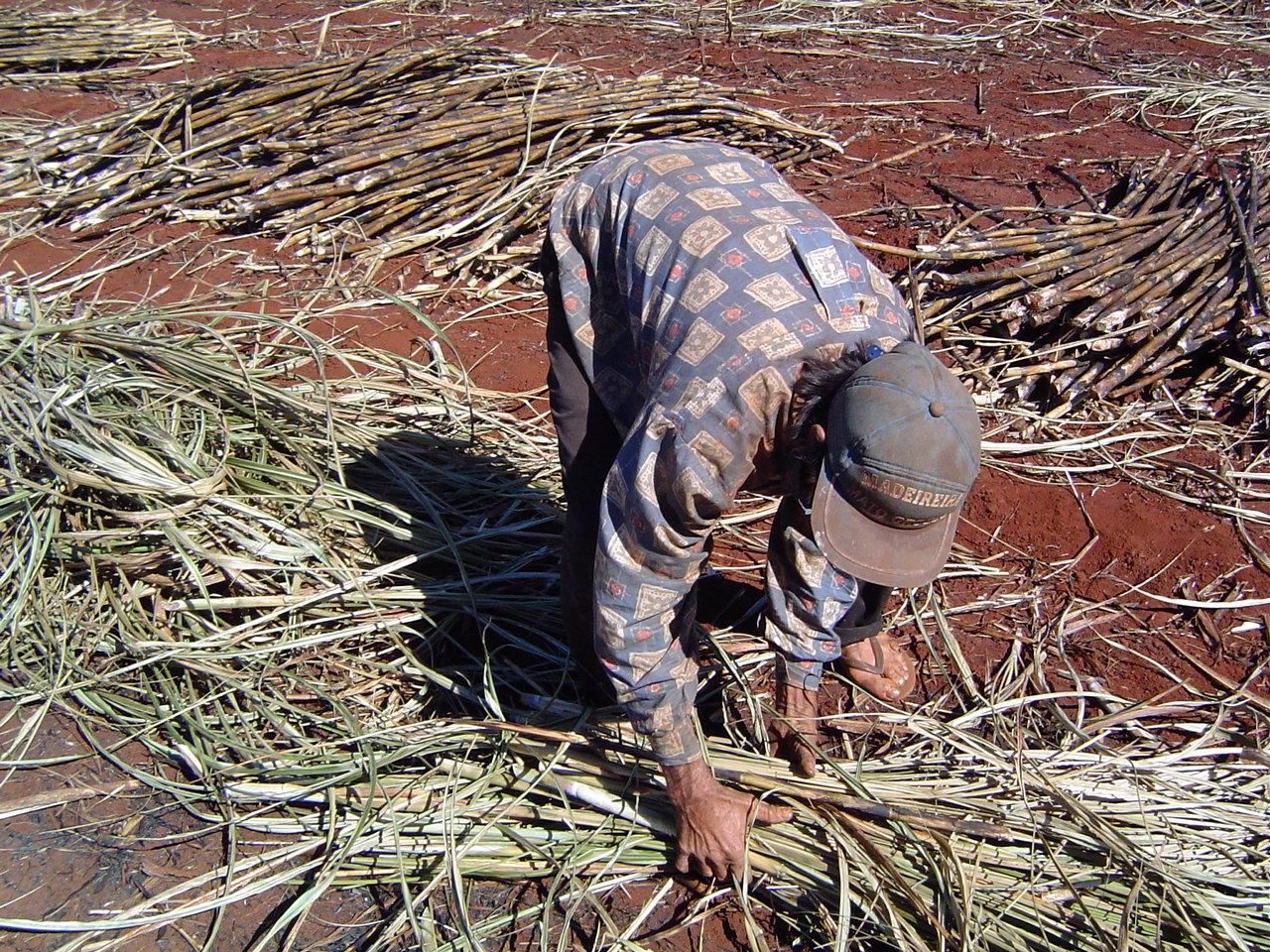
Corte de la caña de azúcar

La ciudad tiene dos grandes industrias en el sector.

### Industria
Uno de los principales factores que condujeron a la emancipación política de Tarumã se refiere a la presencia del sector secundario en la ciudad, en particular las agroindustrias.

### Comercio
Tiene un comercio muy diversificado.

## Infraestructura

### Salud
La estructura de Salud Pública se compone de cuatro unidades de la Salud de la Familia y un centro de especialidades, con una sala de emergencia, que cubre el cien por ciento de la ciudad. Desde el primer día de la instalación en la ciudad, el servicio de salud ya funciona las 24 horas, y cuenta con un Centro de Rehabilitación, Centro de Atención Psicosocial, Clínica de Salud Mental y Vigilancia de la Salud.

### Educación
| Escuelas Municipales - E.M. José Ozório de Oliveira - E.M. Gilberto Lex - E.M. José Rodrigues dos Santos - E.M. Maria Antônia Benelli - E.M. Hilda Holzhausen Moro - E.M. São José Educación Superior - Universidad Abierta de Brasil (UFSCAR) e UFF) | Escuelas Estatales - E.E. Maria Magdalena de Oliveira - Dona Cota - E.E. da Vila do Lago - E.E. José David Luz Cultura - CIEC - Centro Integrado de Educación y Cultura |

### Carreteras
- SP-333, el tramo que une Assis y Londrina.

## Política

### Administración
- Alcalde: Oscar Gozzi (2017/2020)
- Vicealcalde: Fernandes Baratela (2017/2020)
- Presidente del consejo de la ciudad: Adilson Perciliano (2017/2018) Escudo de Tarumã

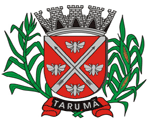
Escudo de Tarumã

### Alcaldes
- Oscar Gozzi - 1 de enero de 1993 a 31 de diciembre de 1996
- Edson Schwarz - 1 de enero de 1997 a 31 de diciembre de 2000
- Antônio Cunha - 9 de agosto de 1999 a 9 de febrero de 2000
- Oscar Gozzi - 1 de enero de 2001 a 31 de diciembre de 2004
- Oscar Gozzi - 1 de enero de 2005 a 31 de diciembre de 2008
- Jairo da Costa e Silva - 1 de enero de 2009 a 31 de diciembre de 2012

### Símbolos Oficiales
- Bandera de Tarumã
- Escudo de Tarumã
- Himno de Tarumã